# Jean-François Pissard
Jean-François Pissard, alias Dominique Léonie, est un écrivain français né le 20 août 1954 à Poitiers.

## Biographie
Il exerce professions dans la banque, le social, le journalisme, l’édition.
Il commence à publier des livres en tant qu’auteur professionnel en 1987.
C’est pour la publication de son premier ouvrage alors qu’il est en poste dans une banque qu’il prend le pseudonyme de Dominique Léonie (Dominique son second prénom, et Léonie en hommage à Léon et Léonie ses grands-parents).
Il écrit de nombreuses années sous ce pseudonyme avant de poursuivre sous son patronyme. Pas de ligne directrice pour ses sujets traités, il se laisse entraîner par ceux qui l’intéressent et son sens de la curiosité le fait s’intéresser à bien des sujets. Il écrit tout d’abord depuis sa région de Poitou-Charentes, depuis Paris et la Haute-Savoie où il fut établi, et actuellement depuis le Midi Pyrénées où il réside, à Pau.

## Ouvrages
• Comment arnaquer son banquier, éditions Alain Moreau, Paris, 1987.
• Elles sont loin les étoiles, roman, éditions Altess, Paris, 1990.
• Le guide de l’arnaque légale, éditions First, Paris, 1993.
• Les scores records du corps, éditions Hors Collection, Paris, 1994 (publication à l’étranger).
• Anastazja Podolec, de l’Ukraine aux Deux-Sèvres, éditions Le Pont Neuf, Poitiers, 1995.
• Comment arnaquer son banquier (version actualisée), éditions Le Pont Neuf, Poitiers, 1995.
• Les scores records des animaux comparés à l’homme, éditions Hors Collection, Paris,1996.
• Les dessous du commerces, éditions Nouvelles Éditions de l’Université, Paris, 1996.
• La France coquine, éditions Nouvelles Éditions de l’Université, Paris, 1997.
• Quand la nature nous étonne, éditions Nathan, Paris, 1998 (Prix François Sommer, sous la présidence de Alice Saunier-Seité (publication à l’étranger).
• Le guide des urgences, éditions Hors Collection, Paris, 1998 (publication à l’étranger).
• Le livre des héros et personnalités de la Vienne, éditions Le Pictavien Éditeur, Poitiers, 2007.
• Comment ne plus se faire arnaquer par son banquier, éditions Maxima, Paris, 2009.
• Itinéraire d'un jeune homme, roman, éditions Jerkbook, Internet 2015.
• L'impossible amour, roman, éditions Jerkbook, Internet 2016.
• Le degré de connerie, guide comportement, éditions Jerkbook, Internet 2016.
• J-O Homme Animaux, éditions Jerkbook, Internet 2017.
• Chéri/e Tu pousses, petit roman conversationnel, éditions Jerkbook, Internet 2018.
• Bob l'Amerloc, polar humour, éditions Jerkbook, Internet 2018.
. Qui a tué les Muller sur la Riviera Suisse, polar, éditions Jerkbook, Internet 2019.
. Pour une ouverture d'esprit, essai comportement, éditions Jerkbook, Internet 2019. 
. Le Poulpe au couronnement de Bokassa, aventure thriller, éditions Jerkbook, Internet 2020. 
. Mon mari est un matou, Mimine JeFpissard, essai roman, éditions Jerkbook, Internet 2021  